# Ida Cox
Ida Cox (* 25. Februar 1896 als Ida Prather in Toccoa, Georgia; † 10. November 1967 in Knoxville, Tennessee) war eine US-amerikanische Blues- und Jazzsängerin.
Cox begann als Darstellerin und Sängerin in Minstrel Shows, wechselte dann zum Vaudeville und war zu Beginn der 1920er Jahre der Star der Theater Owners Booking Association. Sie machte makabre Titel mit einprägsamen Namen (Monkey Man Blues, Death Letter Blues, Graveyard Bound Blues) bekannt, behauptete aber auch Wild Woman Don’t Have the Blues. Zwischen 1923 und 1929 nahm Cox regelmäßig für Paramount auf (u. a. mit Lovie Austins Blues Serenaders und der Band von Fletcher Henderson). Ab 1927 wurde sie von Jesse Crump begleitet, den sie später heiratete. 
1939 brachte sie John Hammond nach New York, um im Café Society aufzutreten, Radiosendungen zu machen und Platten mit Hot Lips Page aufzunehmen. Höhepunkt dieser Marketingstrategie war ihr Auftritt in Hammonds epochemachenden Spirituals-to-Swing-Konzert am 24. Dezember 1939. Anschließend war sie mit zwei erfolgreichen Shows („Raising Cain!“, „Darktown Scandals“) auf Tournee, bis sie 1944 einen Schlaganfall erlitt. Der ist ihr auf ihrer letzten, 1961 aufgenommenen Schallplatte mit dem Quintett von Coleman Hawkins, dem Roy Eldridge und Milt Hinton angehörten, nicht anzumerken. Cox nahm außerdem mit Charlie Christian, Lionel Hampton, J. C. Higginbotham, Jelly Roll Morton, Elmer Chambers und Tommy Ladnier auf.